# Rampa vestibular
La rampa vestibular és una cavitat plena de perilimfa dins de la còclea.
Està separada del conducte coclear per la membrana de Reissner i s'estén des de la finestra oval fins a l'helicotrema, on continua amb la rampa timpànica.